# دروازه و
| ورودی | ورودی | خروجی |
| آ     | ب     | آ و ب |
| ۰     | ۰     | ۰     |
| ۰     | ۱     | ۰     |
| ۱     | ۰     | ۰     |
| ۱     | ۱     | ۱     |

دروازهٔ وَ یا گیت اَند (به انگلیسی: AND gate) یکی از دروازه‌های منطقی است که عمل عطف منطقی را انجام می‌دهد و تنها هنگامی خروجی‌اش یک می‌شود که همهٔ ورودی‌هایش یک باشند. جدول صحت این دروازه در سمت راست نمایش یافته‌است. عملگر وَ را با علامت ضرب «·» یا بدون نوشتن هیچ علامتی نمایش می‌دهند؛ برای مثال {\displaystyle C=A\cdot B} یا {\displaystyle C=AB}. در ترسیم مدارهای منطقی ممکن است از یکی از نمادهای زیر برای نمایش استفاده شود.
|                  |             |             |
| نماد اِم‌آی‌اِل/انسی | نماد آی‌ئی‌سی | نماد دی‌آی‌ان |

## آی‌سی‌های گیت منطقی
دروازه‌های منطقی معمولاً به صورت ۱۴ یا ۱۶ پایه و  در قالب یک مدار مجتمع در بازار عرضه می‌شوند که هر آی‌سی ۴ یا ۶ دروازهٔ منطقی را در خود جای داده‌است. از میان این پایه‌ها یکی برای تغذیهٔ مثبت آی‌سی است که به آن VCC می‌گویند و یکی برای زمین‌کردن آی‌سی است که با GND نمایش می‌دهند. ۷۴۰۸ یک تراشهٔ وَ منطقی از سری ۷۴۰۰ است.